# جمعية جمهورية إفريقيا الوسطى الوطنية
جمعية جمهورية أفريقيا الوسطى الوطنية (بالإنجليزية: National Assembly)‏ هي الهيئة التشريعية في جمهورية أفريقيا الوسطى، وتتكون من 100 مقعداً.